# Rudolf Schieler
Rudolf F. Schieler (ur. 22 maja 1928 w Teningen, zm. 28 listopada 2012 we Fryburgu Bryzgowijskim) – niemiecki polityk, samorządowiec i prawnik, od 1966 do 1972 minister sprawiedliwości w rządzie Badenii-Wirtembergii, poseł do Parlamentu Europejskiego I kadencji.

## Życiorys
Syn polityka Fritza Schielera (1899–1970), byłego burmistrza Fryburga Bryzgowijskiego, więzionego przez dwa lata w czasach nazistowskich. Ukończył studia prawnicze na Uniwersytecie Albrechta i Ludwika we Fryburgu. W 1955 obronił doktorat, a w 1957 zdał państwowe egzaminy prawnicze. Pracował jako urzędnik w administracji miejskiej Fryburga i rejencji Fryburg.
Wstąpił do Socjaldemokratycznej Partii Niemiec, podobnie jak jego ojciec. Od 1960 do 1980 zasiadał w landtagu Badenii-Wirtembergii, w którym kierował frakcją SPD; od 1965 do 1967 należał też do rady miejskiej Fryburga. Od 1966 do 1972 pozostawał regionalnym ministrem sprawiedliwości w rządzie Hansa Filbingera. Od 1977 kierował komitetem mającym wyjaśnić śmierć członków Frakcji Czerwonej Armii (Andreasa Baadera, Gudrun Ensslin i Jan-Carla Raspego) w więzieniu Stuttgart-Stammheim. W 1979 wybrano go do Parlamentu Europejskiego, przystąpił do frakcji socjalistycznej.
Był żonaty, miał dwoje dzieci (syn Rudolf także został politykiem). Odznaczony Wielkim Krzyżem Zasługi (1976) i Wielkim Krzyżem Zasługi z Gwiazdą (1984) Orderu Zasługi Republiki Federalnej Niemiec, a także Orderem Zasługi Badenii-Wirtembergii (1980).